# Matthias Schwarz (Mathematiker)
Matthias Schwarz (* 16. Oktober 1967 in Tübingen) ist ein deutscher Mathematiker.

## Leben
Von 1987 bis 1992 studierte er Mathematik und Physik an der Ruhr-Universität Bochum (Diplom in Mathematik). Aus seiner Diplomarbeit entstand das 1993 bei Birkhäuser veröffentlichte Buch Morse Homology. Er promovierte 1995 zum Doktor der Mathematik an der ETH Zürich bei Helmut Hofer und Eduard Zehnder. In seiner Dissertation konstruierte er Steenrod-Operationen in der Floer-Homologie. Danach war er Postdoktorand in Cambridge, Stanford und Chicago.
Von 1999 bis 2000 war er Leiter einer Nachwuchsgruppe am Max-Planck-Institut für Mathematik in den Naturwissenschaften. Seit 2000 ist er C4-Professor für Mathematik in den Naturwissenschaften am Mathematischen Institut der Universität Leipzig.
Von 2003 bis 2010 war er einer der Hauptkoordinatoren des Schwerpunktprogramms Globale Differentialgeometrie der Deutschen Forschungsgemeinschaft. Seit 2005 ist er Mitglied der Sächsischen Akademie der Wissenschaften.
2011 bis 2017 war er Prorektor für Forschung und Nachwuchsförderung der Universität Leipzig. 2017/18 war er am Institute for Advanced Study in Princeton.
Seine Forschungsgebiete sind symplektische Topologie und Hamiltonsche Dynamische Systeme. Der methodische Schwerpunkt liegt im Bereich der Variationsrechnung und der nichtlinearen Analysis von elliptischen partiellen Differentialgleichungen, vor allem bei der Morse-Theorie, Floer-Theorie und der Methodik der pseudoholomorphen Kurven in symplektischen Mannigfaltigkeiten.

## Schriften (Auswahl)
- Morse homology. Progress in Mathematics, vol. 111, Birkhäuser Boston 1993, ISBN 0-8176-2904-1.
- A quantum cup-length estimate for symplectic fixed points. Invent. Math. 133, No. 2, 353–397 (1998).
- mit A. Abbondandolo: Estimates and computations in Rabinowitz-Floer homology. J. Topol. Anal. 1, No. 4, 307–405 (2009).
- mit A. Abbondandolo: Floer homology of cotangent bundles and the loop product. Geom. Topol. 14, No. 3, 1569–1722 (2010).

## Herausgeberschaft
- Journal of Fixed Point Theory and Applications, Section Editor
- mit Christian Bär und Joachim Lohkamp (Hg.): Global differential geometry. Berlin 2012, ISBN 3-642-22841-0.